# Ameletus
Ameletus är ett släkte av dagsländor. Ameletus ingår i familjen Ameletidae.
Ameletus är enda släktet i familjen Ameletidae.

## Dottertaxa tillAmeletus, i alfabetisk ordning[1][2]
- Ameletus alpinus
- Ameletus amador
- Ameletus andersoni
- Ameletus bellulus
- Ameletus browni
- Ameletus celer
- Ameletus cooki
- Ameletus cryptostimulus
- Ameletus dissitus
- Ameletus doddsianus
- Ameletus edmundsi
- Ameletus exquisitus
- Ameletus falsus
- Ameletus imbellis
- Ameletus inopinatus
- Ameletus lineatus
- Ameletus ludens
- Ameletus majusculus
- Ameletus minimus
- Ameletus oregonensis
- Ameletus pritchardi
- Ameletus quadratus
- Ameletus shepherdi
- Ameletus similior
- Ameletus sparsatus
- Ameletus subnotatus
- Ameletus suffusus
- Ameletus tarteri
- Ameletus tertius
- Ameletus tolae
- Ameletus validus
- Ameletus walleyi
- Ameletus vancouverensis
- Ameletus velox
- Ameletus vernalis